# Dyacrenhydrosoma breviseta
Dyacrenhydrosoma breviseta is een eenoogkreeftjessoort uit de familie van de Cletodidae. De wetenschappelijke naam van de soort is voor het eerst geldig gepubliceerd in 1999 door Gee.